# العلاقات الكوبية الميكرونيسية
العلاقات الكوبية الميكرونيسية هي العلاقات الثنائية التي تجمع بين كوبا وولايات ميكرونيسيا المتحدة.

## مقارنة بين البلدين
هذه مقارنة عامة ومرجعية للدولتين:
| وجه المقارنة                                              | كوبا                              | ولايات ميكرونيسيا المتحدة |
| --------------------------------------------------------- | --------------------------------- | ------------------------- |
| المساحة (كم2)                                             | 109.88 ألف                        | 702                       |
| عدد السكان (نسمة)                                         | 11.48 مليون                       | 105.54 ألف                |
| الكثافة السكانية (ن./كم²)                                 | 104.48                            | 15.03 ألف                 |
| العاصمة                                                   | هافانا                            | باليكير                   |
| اللغة الرسمية                                             | اللغة الإسبانية                   | لغة إنجليزية              |
| العملة                                                    | بيزو كوبي، بيزو كوبي قابل للتحويل | دولار أمريكي              |
| الناتج المحلي الإجمالي (بليون دولار)                      | 87.13 مليار                       | 336.43 مليون              |
| الناتج المحلي الإجمالي (تعادل القوة الشرائية) بليون دولار |                                   | 365.27 مليون              |
| الناتج المحلي الإجمالي الاسمي للفرد دولار أمريكي          |                                   | 3.02 ألف                  |
| الناتج المحلي الإجمالي للفرد دولار أمريكي                 |                                   |                           |
| مؤشر التنمية البشرية                                      | 0.769                             | 0.640                     |
| رمز المكالمات الدولي                                      | +53                               | +691                      |
| رمز الإنترنت                                              | .cu                               | .fm                       |
| المنطقة الزمنية                                           | 00                                |                           |

## منظمات دولية مشتركة
يشترك البلدان في عضوية مجموعة من المنظمات الدولية، منها:
| علم المنظمة | اسم المنظمة                                 | تاريخ انضمام كوبا | تاريخ انضمام ولايات ميكرونيسيا المتحدة |
| ----------- | ------------------------------------------- | ----------------- | -------------------------------------- |
|             | الأمم المتحدة                               | 24 أكتوبر 1945    | 17 سبتمبر 1991                         |
|             | الاتحاد الدولي للاتصالات                    | 16 يناير 1918     | 18 مارس 1993                           |
|             | مجموعة دول أفريقيا والكاريبي والمحيط الهادئ | ?                 | ?                                      |
|             | تحالف الدول الجزرية الصغيرة                 | ?                 | ?                                      |
|             | منظمة حظر الأسلحة الكيميائية                | ?                 | ?                                      |
|             | يونسكو                                      | 29 أغسطس 1947     | 19 أكتوبر 1999                         |

## وصلات خارجية
- موقع وزارة الخارجية الكوبية